# Nguyễn Khoa Toàn
Nguyễn Khoa Toàn (1899-1965) là một quan triều nhà Nguyễn đồng thời là Bộ trưởng Giáo Dục và Thông Tin của quốc gia Việt Nam thời vua Bảo Đại, vị vua cuối cùng của triều đại nhà Nguyễn và được bổ nhiệm làm Đại sứ Việt Nam tại Thái Lan (1951-1955) dưới thời quốc trưởng Bảo Đại và Thủ tướng Nguyễn văn Xuân.
Ông Nguyễn Khoa Toàn quê ở Vỹ Dạ, Huế dòng dõi vọng tộc. Tổ tiên ông, Nguyễn Đình Thân (1552-1633) là con nuôi của Thái phó Nguyễn Ư Dĩ, cậu ruột của chúa Nguyễn Hoàng. Năm ông mới 6 tuổi theo cha phò chúa Nguyễn Hoàng từ thủ đô Thăng Long, Bắc Việt vào Thuận Hóa từ thế kỷ XVI.
Như vậy dòng họ Nguyễn Khoa là một vọng tộc quan thần có liên hệ chặt chẽ với triều đại nhà Nguyễn với một truyền thống văn vỏ song toàn, đổ đạt cao, vì thời thứ ba của tổ tiên Nguyễn Đình Thân được vua nhà Nguyễn đổi tên từ Nguyễn Đình qua dòng họ Nguyễn Khoa vì tổ tiên Nguyễn Đình Thân và hai đời con cháu của ông đều đâu Thủ Khoa tương đương với bằng Tiến sĩ ngày nay.
Dòng họ Nguyễn Đình xuất phát từ làng Trạm bạc, tính Hải Dương (nay thuộc Hải Phòng). 
Tổ tiên của dòng họ Nguyễn Khoa theo phò triều đại nhà Nguyễn từ thời chúa đầu tiên của triều đại nhà Nguyễn, là chúa Nguyễn Hoàng đến vị vua cuối cùng là Quốc trưởng Bảo Đại mà chính ông Nguyễn Khoa Toàn là một quan thần cuối cùng của dòng họ Nguyễn Khoa đã trung thành phục vụ vị Quốc trưởng cuối cùng của Triều đại nhà Nguyễn. Ngày nay trên tường của phòng khách của dinh vua Bảo Đại tại Đà Lạt, có một bức tranh sơn dầu, vẽ chân dung thứ phi Bùi Mộng Điệp của vua Bảo Đại do chính cố họa sĩ kiêm Đại sứ Việt Nam tại Thái Lan (1951-1955), Nguyễn Khoa Toàn đã vẽ. 
Triều Minh Mệnh có Nguyễn Khoa Minh làm thượng thư Bộ Lễ. 
Thời Lê trung hưng có ông Nguyễn Khoa Chiêm (Kỷ Hợi 1659–Bính Thìn 1736) tự Bảng Trung, tước Bảng Trung Hầu, là công thần trải hai triều chúa Nguyễn là Nguyễn Phúc Chu và Nguyễn Phúc Chú. Ông là tác giả bộ sách Nam triều công nghiệp diễn chí, được soạn vào năm Kỷ Hợi (1719).
Ông Nguyễn Khoa Toàn tốt nghiệp trường Sư phạm năm 1923 rồi sang Pháp theo học trường Hội họa Fontainebleau. 
Triều vua Bảo Đại ông làm tham tri Bộ Học, sau chuyển sang làm tá lý Thị Lang Tham Tri Bộ Lại. Rồi được vua Bảo Đại va Thủ tướng Nguyễn văn Xuân bổ nhiệm làm Đại sứ Việt Nam tại Thái Lan. 
Ông cũng có công trong sinh hoạt Phật tử sơ khởi khi Gia đình Phật tử Việt Nam mới hình thành.

## Tham gia Chính phủ Quốc gia Việt Nam
Năm 1948 khi vua Bảo Đại quay trở lại tham chính, ông được bổ nhiệm chức Tổng trưởng Bộ Giáo dục - Thông Tin Nghi lễ trong nội các của Thủ tướng Nguyễn Văn Xuân.
Ngày 5 tháng 8 năm 1948 Thủ tướng Nguyễn Văn Xuân cùng đại diện ba miền là Nghiêm Xuân Thiện, Đặng Hữu Chí (Bắc Việt), Phan Văn Giáo, Nguyễn Khoa Toàn, Đinh Xuân Quảng, (Trung Việt), và Trần Văn Hữu, Lê Văn Hoạch (Nam Việt) đến vịnh Hạ Long hội họp. 
Dưới sự chứng kiến của cựu hoàng Bảo Đại, hai bên Việt-Pháp ký thỏa ước Hạ Long, dưới hình thức một bản "Tuyên bố chung" ngày 5-6-1948 trên chiến hạm Duguay-Trouin, thả neo trong vịnh Hạ Long. Nước Pháp công nhận nền độc lập của Việt Nam, được tự do thực hiện nền thống nhất của mình. Về phía Việt Nam, nước Việt Nam tuyên bố sự sáp nhập vào Liên Hiệp Pháp dưới danh nghĩa một quốc gia liên kết với nước Pháp.
Sau đó ông được giao nhiệm vụ làm đại sứ Việt Nam tại Thái Lan (1951-1955).

## Hội họa
Hội họa là một thiên phú và một đam mê nghệ thuật của chính khách cố đại sứ Nguyễn Khoa Toàn. Ông đoạt Giải Mỹ thuật Trang trí Paris năm 1933.
Về hội họa ông có một số tranh sơn dầu, thủy họa (aquarelle) và thủy mạc (dùng mực tàu) với nhiều đề tài. Những tác phẩm L'Exode 1954, Niềm vui của Mẹ, Đêm Trung Thu, Mai Hương và nhiều tác phẩm từ chân dung của các đệ nhất phu nhân và thứ nữ hoàng tộc cũng như chân dung chất phát, mộc mạc của thường dân của ông như Chị bán Hột vịt và Niềm Vui của Mẹ đều được giới yêu hội họa, sưu tầm và ngoại giao ngưỡng mộ và yêu chuộng. Theo thông tin của gia đình ông, có một bạn đồng nghiệp, Đại sứ Pháp đến nhà ông tại Phú Nhuận khoảng 1962 thăm viếng và hỏi mua bức tranh sơn dầu nổi tiếng của ông, tựa đề "L'Exode - 1954" khi ông đã về hưu. Cố đại sứ Nguyễn Khoa Toàn trả lời:
"Những tác phẩm hội họa của tôi được sáng tác không phải đế kinh doanh mà vì đam mê nghệ thuật của tôi. Tôi có thể tặng nó cho những người bạn tri kỷ hay những người tôi mến thương hay ngưỡng mộ, nhưng tôi không bao giờ bán."
Tranh của ông được triển lãm tại Đông Kinh, Nhật Bản năm 1944 và Vọng Các, Thái Lan năm 1953, 1955.